# Leševo
Leševo (Servisch cyrillisch Лешево) is een plaats in de Servische gemeente Kraljevo. De plaats telt 324 inwoners (2002).